# Paraselenis
Paraselenis is een geslacht van kevers uit de familie bladkevers (Chrysomelidae).
De wetenschappelijke naam van het geslacht werd in 1913 gepubliceerd door Spaeth.

## Soorten
- Paraselenis axillaris (Sahlberg, 1823)
- Paraselenis flava (Linnaeus, 1758)
- Paraselenis flavopunctata Borowiec, 2003
- Paraselenis marginipennis (Spaeth, 1907)
- Paraselenis nigropunctata Borowiec, 2003
- Paraselenis saltaensis Borowiec, 2002